# Apoballa
Apoballa is een geslacht van rechtvleugeligen uit de familie sabelsprinkhanen (Tettigoniidae). De wetenschappelijke naam van dit geslacht is voor het eerst geldig gepubliceerd in 1878 door Brunner von Wattenwyl.

## Soorten
Het geslacht Apoballa  is monotypisch en omvat slechts de volgende soort:
- Apoballa errabunda (Brunner von Wattenwyl, 1878)